# Visado de oro
El visado de oro o visado dorado es un programa establecido en muchos países que permiten obtener la ciudadanía o residencia en ese territorio a cambio de una determinada inversión económica que, normalmente, puede materializarse  en la adquisición de inmuebles por encima de un valor, inversión en deuda pública o inversión en empresas (visado para emprendedores). Las personas acogidas a estos programas quedan exentas del cumplimiento de los requisitos de residencia o del conocimiento de la lengua que son aplicables al resto de los demandantes.
Los visados de oro existen desde hace décadas, aunque se extendieron a partir de 2008, desde el comienzo de la Gran Recesión, cuando algunos países afectados por la crisis económica, como Portugal o España, vieron en este instrumento una fuente de recursos públicos. De igual manera, ha existido una demanda creciente por parte de ciudadanos de países como China, Rusia, Libia, Irán o Venezuela, de encontrar residencias seguras para su dinero y el amparo de un pasaporte que les ahorrara trámites de visados.

## Posturas críticas
Las posturas críticas con estas prácticas denuncian que los visados de oro son por un lado injustos, al ofrecer oportunidades a los ricos que se niegan a los que carecen de recursos económicos. También se considera que puede ofrecer oportunidades a los delincuentes, ya que constituyen una herramienta útil para evitar la acción de la justicia en casos de evasión fiscal o blanqueo de capitales.
Al menos la mitad de los Estados miembros de la Unión Europea han establecido estas método de obtención del visado o la ciudadanía. 

## España
En España, la Ley 14/2013 de 27 de septiembre de apoyo a los emprendedores y su internacionalización estableció un programa de visados especiales para:
- Inversores.
- Emprendedores.
- Profesionales altamente cualificados.
- Investigadores.
- Trabajadores que efectúen movimientos intraempresariales dentro de la misma empresa o grupo de empresas

El visado de inversores requiere una inversión denominada significativa que debe entrar en alguno de los siguientes supuestos:
- Una inversión inicial por un valor igual o superior a:
  - Dos millones de euros en títulos de deuda pública española, o
  - Un millón de euros en acciones o participaciones sociales de sociedades de capital españolas con una actividad real de negocio, o
  - Un millón de euros en fondos de inversión, fondos de inversión de carácter cerrado o fondos de capital riesgo constituidos en España, incluidos dentro del ámbito de aplicación de la Ley 35/2003, de 4 de noviembre, de Instituciones de Inversión Colectiva, o de la Ley 22/2014, de 12 de noviembre, por la que se regulan las entidades de capital-riesgo, otras entidades de inversión colectiva de tipo cerrado y las sociedades gestoras de entidades de inversión colectiva de tipo cerrado, y por la que se modifica la Ley 35/2003, de 4 de noviembre
  - Un millón de euros en depósitos bancarios en entidades financieras españolas.
- La adquisición de bienes inmuebles en España con una inversión de valor igual o superior a 500.000 euros por cada solicitante.
- Un proyecto empresarial que vaya a ser desarrollado en España y que sea considerado y acreditado como de interés general, para lo cual se valorará el cumplimiento de al menos una de las siguientes condiciones:
  - Creación de puestos de trabajo.
  - Realización de una inversión con impacto socioeconómico de relevancia en el ámbito geográfico en el que se vaya a desarrollar la actividad.
  - Aportación relevante a la innovación científica y/o tecnológica.

En noviembre de 2024, el pleno del Congreso de los Diputados aprobó una modificación de la citada ley que supone la eliminación del apartado relativo a inversiones. (Enero de 2025) Se encuentra pendiente de tramitación todavía por el Senado para su aprobación definitiva.